# Gerhard Dombaxi
Gerhard „Joel“ Mena Dombaxi (* 20. Oktober 1996 in Kaiserslautern) ist ein deutscher Fußballspieler mit angolanischen Wurzeln.

## Karriere
Vor seinem Wechsel nach Morlautern spielte Dombaxi in seiner Heimatstadt beim VfR Kaiserslautern. Zur Saison 2016/17 wechselte er zum fünftklassigen SV Morlautern. Im August 2016 debütierte er in der Oberliga, als er am ersten Spieltag jener Saison gegen den SV Saar 05 Saarbrücken in der 70. Minute für Andre Sasse eingewechselt wurde. Sein erstes Tor für Morlautern in der Oberliga erzielte er im Oktober 2016 bei einer 2:1-Niederlage gegen die TuS Rot-Weiß Koblenz. Bis Saisonende kam er zu 28 Einsätzen in der Liga und erzielte dabei ein Tor.
In der Saison 2017/18 absolvierte Dombaxi 34 Spiele für Morlautern in der Liga und machte dabei zwei Tore. Zur Saison 2018/19 wechselte er zum österreichischen Zweitligisten FC Blau-Weiß Linz und kam vorerst für dessen zweite Mannschaft, die Blau-Weißen Jungs Linz, in der sechstklassigen Bezirksliga Nord zum Einsatz. Im Herbstdurchgang erzielte er für diese sechs Tore bei 13 Einsätzen. Sein Debüt für die Profis der Linzer in der 2. Liga gab er im Februar 2019, als er am 16. Spieltag jener Saison gegen den SC Wiener Neustadt in der 59. Minute für Franjo Dramac eingewechselt wurde. Bis zum Ende der Saison brachte es der Deutsche auf 13 Einsätze in der zweithöchsten Fußballliga des Landes und kam dabei zweimal zum Torerfolg. Während er mit den Profis im Endklassement auf dem fünften Tabellenplatz rangierte, schaffte er mit der zweiten Mannschaft, für die er im Frühjahr ebenfalls noch zwei Meisterschaftsspiele absolvierte und ein Tor erzielte, auf den ersten Platz in der Bezirksliga Nord und den damit verbundenen Aufstieg in die nächsthöhere Landesliga Ost. In der darauffolgenden Spielzeit 2019/20 wurde er weder bei den Profis, noch bei den Amateuren für regelmäßige Einsätze berücksichtigt und kam des Öfteren nur als Ersatzspieler zum Einsatz. Im November 2019 zog er sich einen Riss des hinteren Kreuzbands im linken Knie zu, woraufhin er über ein Jahr verletzungsbedingt ausfiel. Selbst in der Saison 2020/21 brachte es der flexible Linksfuß auf lediglich einen Pflichtspieleinsatz für BW Linz. In drei Spielzeiten für die Linzer kam der Deutsche zu insgesamt 21 Zweitligaeinsätzen, in denen er zwei Tore erzielte.
Nach der Saison 2020/21 verließ er den Verein und wechselte zum Ligakonkurrenten SK Vorwärts Steyr. Dort avancierte er rasch zum Stammspieler und brachte es bereits in seiner ersten Saison beim neuen Klub auf 28 Meisterschaftseinsätze, in denen er vier Treffer erzielte. In der Saison 2022/23 kam er zu 29 Ligaeinsätzen, in denen er fünfmal traf. Mit Steyr stieg er zu Saisonende aber aus der 2. Liga ab. Daraufhin wechselte Dombaxi zur Saison 2023/24 zum Zweitligisten SKN St. Pölten. Für St. Pölten absolvierte er 43 Zweitligapartien, in denen er fünfmal traf. Nach der Saison 2024/25 verließ er den Verein.

## Erfolge
mit den Blau-Weißen Jungs Linz
- Meister der Bezirksliga Nord und Aufstieg in die Landesliga Ost: 2018/19

## Familie
Sein Vater Eduardo war ebenfalls Fußballspieler, kam jedoch nie über den Amateurbereich hinaus und beendete seine Karriere als Aktiver im Jahr 2009 beim SV Wiesenthalerhof.
Seine Brüder Raimundo (* 1993) und Christian (* 2003) sind ebenfalls im Amateurbereich aktiv. Mit dem älteren Bruder spielte Joel unter anderem beim SV Morlautern. Der jüngere Bruder schaffte es im Sommer 2022 nach Stationen bei SFC Kaiserslautern und SV Morlautern in die Nachwuchsabteilung des 1. FC Kaiserslautern und von dieser im Sommer 2024 zu den SKN St. Pölten Juniors.